# Jade Cholet
Jade Cholet (* 1. Juli 2000 in Poitiers) ist eine französische Volleyballspielerin.

## Karriere
Cholet begann im Alter von sieben Jahren mit Volleyball. Ab dem zehnten Lebensjahr spielte sie bei Saint-Denis Olympique Volleyball auf der Insel La Réunion. Von 2015 bis 2017 spielte sie bei Saint-Raphaël Var Volley-Bal. Von 2017 bis 2021 war die Juniorennationalspielerin bei France Avenir 2024 aktiv. Anschließend wechselte sie zur Paris Saint-Cloud. 2023 ging die Außenangreiferin erstmals ins Ausland und spielte beim tschechischen Verein VK Prostějov. Dort wurde ihr Vertrag jedoch zum Jahresende aufgelöst. Die zweite Saisonhälfte verbrachte sie in Griechenland bei AEK Athen. 2024 wurde Cholet vom deutschen Bundesligisten SC Potsdam verpflichtet.